# Trachyliopus affinis
Trachyliopus affinis är en skalbaggsart som beskrevs av Stefan von Breuning 1957. Trachyliopus affinis ingår i släktet Trachyliopus och familjen långhorningar.
Artens utbredningsområde är Madagaskar. Inga underarter finns listade i Catalogue of Life.